# Marek Łaziński
Marek Łaziński – polski językoznawca, profesor nauk humanistycznych, profesor Uniwersytetu Warszawskiego (Wydział Polonistyki, Instytut Języka Polskiego). 
Autor książek takich jak: O panach i paniach, Słownik zapożyczeń niemieckich w polszczyźnie.